# ロバチェフスキー (小惑星)
ロバチェフスキー (1858 Lobachevskij) は、1972年にクリミア天体物理天文台でリュドミーラ・ジュラヴリョーワにより発見された、小惑星帯の小惑星である。
ロシア人数学者のニコライ・ロバチェフスキーにちなんで名づけられた。